# Neuzenland
Neuzenland is de naam waaronder een theatervoorstelling op basis van het kinderboek 'Kijk eens verder dan je neus lang is' bekend werd. De voorstelling, gebaseerd op het script van Magali De Frémery, was gericht op kinderen, waarin de makers het publiek duidelijk proberen te maken dat men écht verder moet kijken dan dat de neus lang is.

## Verhaal
In Neuzenland heeft iedereen een neus die bij hem of haar past. De burgemeester heeft een neus als een sleutel die past op de toegangspoort; de bakker heeft een broodneus; de groenteboer een wortelneus enzovoort. Maar de jonge Cathelijne heeft de mooiste neus van Neuzenland. Zij koestert haar prachtige neusje en wrijft deze minstens driemaal per dag op met een speciaal doekje. Er is ook meneer Wratneus. Hij had ooit een goedlopend kruidenwinkeltje, maar omdat hij werd uitgelachen om zijn neus, verliet hij zijn winkel en trok zich terug in het donkere Neuzenbos. Daar hoopt hij ooit weer opgenomen te worden in de Neuzengemeenschap.
Meneer Wratneus vindt in een oud boek een recept voor wisselzalf. Hij maakt die zalf en weet het op een slimme manier aan te brengen op de neus van Cathelijne. Ineens heeft zij de neus van meneer Wratneus en heeft hij het fraaie neusje van Cathelijne. We zien daardoor een dieptreurige Cathelijne. Maar is meneer Wratneus nu wel echt zo blij met zijn verwisselde neus?

## Boek
Het verhaal werd als boek uitgebracht, maar de auteur besloot er later ook een toneelvoorstelling van te maken, met onder meer Magali De Frémery als Cathelijne, Bram Bart als burgemeester, Loulou Rhemrev, Folmer Overdiep, Irma Hartog, Herman Overdiep en muziek van Nicky ten Bosch. Actrice Loulou Rhemrev tekende in 2018 voor de bewerking én regie van een reprise met onder meer Janna Handgraaf als Cathelijne.